# Rezolucja Rady Bezpieczeństwa ONZ nr 663
Rezolucja Rady Bezpieczeństwa ONZ nr 663 została przyjęta jednomyślnie 14 sierpnia 1990 r.
Po przeanalizowaniu wniosku Księstwa Liechtensteinu o członkostwo w Organizacji Narodów Zjednoczonych Rada zaleciła Zgromadzeniu Ogólnemu przyjęcie tego państwa do swojego grona.

## Źródło
- UNSCR - Resolution 663